# Wolf Mankowitz
Wolf Mankowitz, geboren als Cyril Woolf (mit zwei o) Mankowitz (* 7. November 1924 in London, Vereinigtes Königreich; † 20. Mai 1998 in Bantry, County Cork, Irland) war ein britischer Schriftsteller und Drehbuchautor.

## Leben
Der Sohn eines nach England eingewanderten, russisch-jüdischen Buchhändlers wuchs in London sehr bescheidenen Verhältnissen auf. Mankowitz begann 1943 am Downing College in Cambridge Englische Literatur zu studieren und arbeitete anschließend zunächst als Antiquitätenhändler. Später wechselte er zum Journalismus und versuchte sich als Literatur- und Theaterkritiker. Nebenbei verfasste der Londoner mehrere Kurzgeschichten und machte sich bald einen Namen als Autor von Romanen und Bühnenstücken (‘Pickwick’, ‘Make Me an Offer’, ‘A Kid for Two Farthings’, ‘Expresso Bongo’). Über den berüchtigten Frauenmörder Dr. Crippen schrieb er sogar ein Musical.
1954 begann Wolf Mankowitz seine filmische Laufbahn als Drehbuchautor, zunächst mit der Adaption eigener literarischer Vorlagen. Sein erster Kinobeitrag „Voller Wunder ist das Leben“, der 1955 ein beachtlicher Kritikererfolg werden wollte, reflektiert noch stark Mankowitz‘ russisch-jüdische Herkunft. Mankowitz’ Beiträge für das Kino umfassen die Manuskripte zu Stoffen unterschiedlichster Genres: Horror („Schlag 12 in London“), Science-Fiction („Der Tag, an dem die Erde Feuer fing“), Liebeskomödie („Die Millionärin“), kindgerechte Abenteuer („Black Beauty“) und Krimis/Agentenparodien mit satirischen Elementen („Casino Royale“, „Mörder GmbH“). Ausflüge zu inhaltlich oder gestalterisch ambitionierteren Stoffen wie das Rassen- und Zeitdrama „Die 25. Stunde“ oder das Diener-Herrin-Melodram „Botschaft für Lady Franklin“ blieben die Ausnahmen.
Der zuletzt in der Grafschaft Cork (Irland) lebende und weitere Domizile in London, Israel und der Karibik besitzende Wolf Mankowitz, der eine Zeitlang aufgrund seiner Sympathien für die politisch äußerst Linke dem britischen Inlandsgeheimdienst als Sicherheitsrisiko galt, wie im Jahre 2010 veröffentlichte MI-5-Akten bestätigen, hat auch für das Fernsehen gearbeitet. Außerdem machte er zu Beginn der 1960er Jahre die beiden Produzenten Harry Saltzman und Albert R. Broccoli miteinander bekannt und zeichnete damit für die Entstehung der erfolgreichsten Filmreihe der Kinogeschichte rund um den Superagenten James Bond mitverantwortlich. Für das erste Bond-Abenteuer James Bond – 007 jagt Dr. No verfasste Mankowitz das Treatment. Wolf Mankowitz, der als Experte für Wedgwood Porzellan galt, besaß im Londoner Stadtteil Mayfair einen Antiquitätenladen. Er wurde im Golders Green Crematorium in London eingeäschert, wo sich auch seine Asche befindet.
Wolf Mankowitz war seit 1944 verheiratet mit der Psychoanalytikerin Ann Mankowitz, geborene Seligmann. Sie hatten vier gemeinsame Söhne, von denen bereits einer verstorben ist. Der erstgeborene Gered Mankowitz ist ein bekannter Fotograf in der Musikindustrie.

## Kinofilme
- 1955: Voller Wunder ist das Leben (A Kid for Two Farthings)
- 1955: Der Mantel nach Maß (The Bespoke Overcoat)
- 1956: Trapez (ungenannt)
- 1959: Expresso Bongo (Expresso Bongo)
- 1960: Sieben gegen die Hölle (The Long and the Short and the Tall)
- 1960: Die Millionärin (The Millionairess)
- 1960: Schlag 12 in London (The Two Faces of Dr. Jekyll)
- 1961: Walzer der Toreros (Waltz of the Toreadors)
- 1961: Der Tag, an dem die Erde Feuer fing (The Day the Earth Caught Fire)
- 1965: Dolche in der Kasbah (Where the Spies Are)
- 1966: Casino Royale
- 1967: Die 25. Stunde (La 25e heure)
- 1968: Mörder GmbH (The Assassination Bureau)
- 1970: Bloomfield (Bloomfield) (auch Co-Prpdoutkion)
- 1970: Black Beauty
- 1972: Die Schatzinsel (Treasure Island)
- 1973: Botschaft für Lady Franklin (The Hireling)
- 1976: Dickens of London (Fernsehserie)